# César Quintero
César Quintero (Medellín, Antioquia, Colombia; 9 de noviembre de 1988) es un futbolista colombiano. Juega como centrocampista y actualmente se encuentra sin equipo.

## Clubes
| Club                   | País     | Año         |
| ---------------------- | -------- | ----------- |
| Independiente Medellín | Colombia | 2007 - 2009 |
| Pápa                   | Hungría  | 2009 - 2013 |
| Atlético Nacional      | Colombia | 2014        |
| Atlético Huila         | Colombia | 2014        |
| Once Caldas            | Colombia | 2015 - 2016 |
| Deportes Tolima        | Colombia | 2017 - 2018 |
| Atlético Bucaramanga   | Colombia | 2018 - 2019 |
| Deportivo Pasto        | Colombia | 2020 - 2022 |

## Estadísticas
| Club                            | Temporada         | Liga     | Liga  | Copas nacionales | Copas nacionales | Internaciones | Internaciones | Total    | Total |
| Club                            | Temporada         | Partidos | Goles | Partidos         | Goles            | Partidos      | Goles         | Partidos | Goles |
| ------------------------------- | ----------------- | -------- | ----- | ---------------- | ---------------- | ------------- | ------------- | -------- | ----- |
| Pápa · Hungría                  |                   |          |       |                  |                  |               |               |          |       |
| 2009–10                         | 9                 | 0        | 0     | 0                | -                | -             | 9             | 0        |       |
| 2010–11                         | 27                | 1        | 6     | 1                | -                | -             | 33            | 2        |       |
| 2011–12                         | 20                | 0        | 10    | 2                | -                | -             | 30            | 2        |       |
| 2012–13                         | 29                | 3        | 5     | 0                | -                | -             | 34            | 3        |       |
| 2013–14                         | 16                | 2        | 6     | 1                | -                | -             | 22            | 3        |       |
| Total club                      | 101               | 6        | 27    | 4                | 0                | 0             | 128           | 10       |       |
| Atlético Nacional · Colombia    |                   |          |       |                  |                  |               |               |          |       |
| 2014                            | 7                 | 0        | -     | -                | 0                | 0             | 7             | 0        |       |
| Total club                      | 7                 | 0        | 0     | 0                | 0                | 0             | 7             | 0        |       |
| Atlético Huila · Colombia       |                   |          |       |                  |                  |               |               |          |       |
| 2014                            | 8                 | 0        | -     | -                | -                | -             | 8             | 0        |       |
| Total club                      | 8                 | 0        | 0     | 0                | 0                | 0             | 8             | 0        |       |
| Once Caldas · Colombia          |                   |          |       |                  |                  |               |               |          |       |
| 2015                            | 38                | 1        | 6     | 1                | 2                | 0             | 46            | 2        |       |
| 2016                            | 16                | 1        | 0     | 0                | -                | -             | 16            | 1        |       |
| Total club                      | 54                | 2        | 6     | 1                | 2                | 0             | 62            | 3        |       |
| Deportes Tolima · Colombia      |                   |          |       |                  |                  |               |               |          |       |
| 2017                            | 10                | 1        | 2     | 0                | 1                | 0             | 13            | 1        |       |
| Total club                      | 10                | 1        | 2     | 0                | 1                | 0             | 13            | 1        |       |
| Atlético Bucaramanga · Colombia |                   |          |       |                  |                  |               |               |          |       |
| 2018                            | 14                | 0        | 1     | 0                | -                | -             | 15            | 0        |       |
| 2019                            | 18                | 1        | 2     | 0                | -                | -             | 20            | 1        |       |
| Total club                      | 32                | 1        | 3     | 0                | 0                | 0             | 35            | 1        |       |
| Consolidado Total               | Consolidado Total | 212      | 10    | 38               | 5                | 3             | 0             | 253      | 15    |

## Palmarés

### Torneos nacionales
| Título          | Club              | País     | Año  |
| --------------- | ----------------- | -------- | ---- |
| Torneo Apertura | Atlético Nacional | Colombia | 2014 |